# A volar
"A volar" é uma canção da boy band porto-riquenha Menudo, lançada em 1982 como parte da lista de faixas da trilha sonora do filme Una aventura llamada Menudo. Faziam parte da formação do grupo nesse período os membros Ricky Meléndez, Johnny Lozada, Charlie Massó, Xavier Serbiá e Miguel Cancel. Esta canção de estilo dançante, tem como principal vocalista Miguel Cancel.
Como lado B do compacto simples está a canção "Coqui", que também faz parte da trilha sonora do filme. Coqui é um tipo de rã encontrada apenas em Porto Rico. Uma versão em português da canção, feita por Carlos Colla, foi gravada como exclusividade e incluída no álbum de 1985 do grupo Trem da Alegria, intitulado Trem da Alegria do Clube da Criança.
Comercialmente, tornou-se um dos maiores sucessos do quinteto. Na parada musical do México, incluída na revista quinzenal Notitas Musicales, estreou na posição de número seis na primeira quinzena de maio, sendo esse também o seu pico na lista. Nos Estados Unidos, o compacto foi certificado como disco de ouro por suas vendas.
Ao longo dos anos, a faixa fez parte de compilações de maiores sucessos do quinteto, tais como Adiós Miguel (1983), Con amor - tus éxitos favoritos (1984), e La historia (2007). Em 1998, quando seis ex-integrantes do grupo se uniram em uma reunião para celebrar os 15 anos do grupo, eles incluíram "A volar" como parte do repertório de uma série de shows, que se tornou um álbum ao vivo intitulado El reencuentro: 15 años después....

## Lista de faixas
- Créditos adaptados do compacto simples "A Volar", de 1982.[3]

Lado A
| N.º | Título    | Compositor(es)             | Duração |  |
| 1.  | "A volar" | A. Monroy C. Villa E. Díaz | 4:03    |  |

Lado B
| N.º | Título  | Compositor(es)             | Duração |  |
| 1.  | "Coqui" | A. Monroy C. Villa E. Díaz | 2:51    |  |

## Tabelas

### Tabelas semanais
| Tabela musical (1983)      | Melhor posição |
| -------------------------- | -------------- |
| México (Notitas Musicales) | 6              |

## Certificações
| Região         | Certificação |
| -------------- | ------------ |
| Estados Unidos | Ouro         |